# Shabaka
Shabaka o Shabaqa (fl. VIII secolo a.C.) è stato un faraone della XXV dinastia egizia e un sovrano del regno di Kush.
| Nome Horo  | Sesto Africano | Eusebio di Cesarea |
| Sobek-tawy | Sabacon        | Sabacon            |

## Biografia

Testa di statuetta raffigurante il re nubiano Shabaqa. Bronzo, tra il 722 e il 655 a.C. Museo Egizio, Torino.

Succeduto al fratello, Piankhi, portò a termine l'impresa di conquista dell'Egitto, iniziata, ma lasciata incompleta, da quest'ultimo.

Dopo il ritorno di Piankhi a Napata i principi del Basso Egitto, che avevano fatto omaggio di sottomissione al vincitore, ma che avevano mantenuto le loro basi di potere, si riorganizzarono sotto la guida di Tefnakht, e poi di suo figlio Boccori, nel tentativo di opporsi all'espansionismo della dinastia nubiana.

Shabaka marciò con decisione verso nord e sconfisse definitivamente gli avversari e, secondo Manetone ... catturò Bocchoris e lo arse vivo.... Erodoto più semplicemente scrive che inseguì il suo avversario fin nelle paludi del delta del Nilo.
Comunque sia con questa vittoria i sovrani della XXV dinastia piegarono le ultime resistenze delle case reali libiche pur non giungendo mai a controllare effettivamente tutto il Basso Egitto.

In politica estera Shabaka cercò di contrastare la minaccia assira sia blandendo, tramite l'invio di doni, Sargon II, sia allenadosi con la coalizione di stati che in Palestina cercavano si resistergli.

L'opzione militare si rivelò però fallimentare, la coalizione fu scompaginata e l'esercito egizio, composto per la maggior parte di mercenari, sconfitto a Raphia.

Fortunatamente per l'Egitto i problemi interni dell'Assiria impedirono al vincitore di poter sfruttare la situazione.

Con il regno di Shabaka iniziò il processo di restaurazione degli antichi culti, processo che giunse a pienezza con la XXVI dinastia; a Menfi il culto di Ptah riprese la sua posizione di preminenza e venne redatto il Testo di teologia menfita, una delle più articolare cosmogonie della tradizione egizia.

A Tebe Shepenupet I, sorella di Piankhi e Shabaka, assunse il titolo di Divina Sposa di Amon mentre Harmakis, figlio di Shabaka, venne posto sul seggio di Primo Profeta di Amon carica nel frattempo ritornata ad una valenza prettamente teologica.

Shabaka regnò per circa 15 anni (la data più alta registrata è appunto il 15º anno di regno) mentre Giulio Sesto Africano gli attribuisce solo otto anni contro i dodici di Eusebio di Cesarea.

## Titolatura
| G5 |

| G5 |

| s | b | N29 | N19 |

| s | b | N29 | N19 |

| s | b | N29 | N19 |

| s | b | N29 | N19 |

| s | b | N29 | N19 |

| s | b | N29 | N19 |

| s | b | N29 | N19 |

| s | b | N29 | N19 |

| G16 |

| G16 |

|  |

| G8 |

| G8 |

|  |

| M23 · X1 | L2 · X1 |

| M23 · X1 | L2 · X1 |

| i | mn · n · U7 | N5 | F35 · D28 |

| i | mn · n · U7 | N5 | F35 · D28 |

| i | mn · n · U7 | N5 | F35 · D28 |

| i | mn · n · U7 | N5 | F35 · D28 |

| i | mn · n · U7 | N5 | F35 · D28 |

| i | mn · n · U7 | N5 | F35 · D28 |

| i | mn · n · U7 | N5 | F35 · D28 |

| i | mn · n · U7 | N5 | F35 · D28 |

| G39 | N5 |

| G39 | N5 |

| M8 | E10 | D28 |

| M8 | E10 | D28 |

| M8 | E10 | D28 |

| M8 | E10 | D28 |

| M8 | E10 | D28 |

| M8 | E10 | D28 |

| M8 | E10 | D28 |

| M8 | E10 | D28 |